# ذباب العث الصغير
ذباب العث الصغير (الاسم العلمي:Psychoda pusilla) هو نوع من الحشرات يتبع جنس فراشي المظهر من فصيلة فراشيات المظهر.